# Chrysis baldocki
Chrysis baldocki es una especie de avispa del género Chrysis, familia Chrysididae. Fue descrita por Rosa, Aswathi y Bijoy en 2021. Se encuentra en India.